# Симон Блажени
Симон Блажени је руски православни светитељ из 16. века.

## Биографија
Рођен је у селу Братско Костромска област. Као млад примио је подвиг јуродства ради Христа. Радио је најтеже послове одбијајући да за узврат узме било какву накнаду. Зими и лети је ишао бос, само у кошуљи, тако да му је кожа поцрнела од поста и сасушила се. У Јелнатију је провео 15 година. Касније се сели у Јурјевец Поволшки.
Умро је 4. новембра 1584. године. Његове мошти чувају се у Богојављенском манастиру у Јурјевецу. Канонизован је у лику блаженог 1635. године.
Православна црква помиње га 10. маја по јулијанском календару.